# Coralliozetus boehlkei
Coralliozetus boehlkei är en fiskart som beskrevs av Stephens, 1963. Coralliozetus boehlkei ingår i släktet Coralliozetus och familjen Chaenopsidae. IUCN kategoriserar arten globalt som livskraftig. Inga underarter finns listade i Catalogue of Life.